# Le Ebridi
L'ouverture in Si minore Le Ebridi (tedesco: Die Hebriden), op. 26, nota anche come La grotta di Fingal  (Die Fingalshöhle), fu composta da Felix Mendelssohn nel 1830. Il pezzo fu ispirato dalla visita di Mendelssohn alla grotta di Fingal sull'isola di Staffa (8 agosto 1829), che si trova nell'arcipelago delle Ebridi al largo della costa occidentale della Scozia. Come era comune in epoca romantica, questa non è un'Ouverture nel senso che precede una commedia o opera; si tratta di una Ouverture da concerto, una composizione musicale a sé stante, divenuta parte del repertorio orchestrale standard. Il pezzo fu dedicato al re Federico Guglielmo IV di Prussia (allora principe ereditario di Prussia).

## Storia

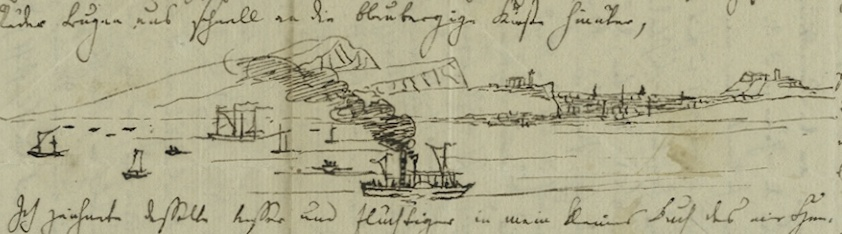
Bozza di una scena, disegnata da Felix Mendelssohn in una sua lettera destinata alla sorella Fanny, datata primo agosto 1829 (Music Division of the New York Public Library for the Performing Arts)

La prima visita di Mendelssohn in Inghilterra nel 1829 fu il risultato degli inviti di Sir George Smart e della Società Filarmonica. Dopo il suo tour in Inghilterra, Mendelssohn proseguì in Scozia, dove cominciò a lavorare alla sua Sinfonia n. 3, Scozzese. Era impegnato in un tour della Scozia con il suo compagno di viaggio Karl Klingemann, segretario della legazione degli Hannover a Londra, quando inviò una cartolina alla sua famiglia con la frase di apertura dell'Ouverture scritta su di essa. In una nota a sua sorella, Fanny Mendelssohn, diceva: "Al fine di farvi capire come mi hanno colpito straordinariamente le Ebridi , ti mando la seguente, che è entrata nella mia testa là." La grotta in quel momento era di circa 35 piedi (11 m) di altezza e oltre 200 piedi (61 m) di profondità, e conteneva colonne di basalto nero.
L'opera fu completata a Roma il 16 dicembre 1830 e fu originariamente intitolata Die Insel einsame (L'Isola Solitaria). Tuttavia Mendelssohn in seguito rivide la partitura, completandola entro il 20 giugno 1832 e rinominò il pezzo Die Hebriden (Le Ebridi). Nonostante questo, fu anche usato il titolo La Grotta di Fingal: sulle parti orchestrali Mendelssohn pose come titolo Le Ebridi, ma sulla partitura scrisse invece La Grotta di Fingal. L'Ouverture fu eseguita per la prima volta il 14 maggio 1832 alla Philharmonic Society di Londra, in un concerto sotto la direzione dell'autore stesso, dove inoltre venne anche presentata l'Ouverture di Mendelssohn Sogno di una notte di mezza estate.

## Descrizione
La musica, anche se etichettata come ouverture, è destinata a presentarsi come un lavoro completo. Sebbene sia musica a programma, non racconta una storia specifica e non è "su" un soggetto; il pezzo raffigura invece uno stato d'animo e "fissa una scena", tanto da essere uno dei primi esempi di poemi sinfonici con questo tenore musicale. L'ouverture è costituita da due temi principali; le note di apertura dell'ouverture sono costituite dal tema che Mendelssohn scrisse durante la visita alla grotta, ed è intonato inizialmente da viole, violoncelli e fagotti. Questo tema lirico, evocativo della potenza e incredibile bellezza della grotta, è destinato a sviluppare sentimenti di abbandono e di solitudine. Il secondo tema, invece, raffigura il movimento in mare e "il rollio delle onde".
L'esecuzione del brano di solito dura tra i dieci e gli undici minuti. Il manoscritto autografo del lavoro è conservato nella Bodleian Library di Oxford.

## Organico
L'ouverture è scritta per: due flauti, due oboi, due clarinetti, due fagotti, due corni, due trombe, timpani e archi.

## Nella cultura di massa
- L'ouverture può essere ascoltata nel film di Luis Buñuel L'âge d'or (1930).[7]
- Il lavoro completo ha fornito la colonna sonora del film sperimentale del 1941 Moods of the Sea di Slavko Vorkapić e John Hoffman (regista).
- Un estratto è stato utilizzato nei cortometraggi animati della Warner Bros. aventi come protagonista Inki, tra cui ad esempio "Inki e l'uccello Minah", del 1940,[8] per sottolineare l'entrata in scena di un merlo indiano conosciuto come "Minah Bird".
- Un arrangiamento a cappella può essere ascoltato in Crash: Twinsanity.
- La si ascolta nel film del 1943 The Life and Death of Colonel Blimp (Duello a Berlino) di Michael Powell.